# Сюлескери
Сюлеске́ри (рос. Сюлескеры, чув. Сĕлескер) — присілок у складі Цівільського району Чувашії, Росія. Входить до складу Богатирьовського сільського поселення.
Населення — 112 осіб (2010; 137 у 2002).
Національний склад:
- чуваші — 99 %